# Archiv für philosophie- und theologiegeschichtliche Frauenforschung
Unter dem Gesamttitel Archiv für philosophie- und theologiegeschichtliche Frauenforschung hat Elisabeth Gössmann als Autorin und Herausgeberin seit 1984 eine Reihe neu kommentierter historischer Druckschriften von Autoren des 16. bis 18. Jahrhunderts herausgegeben, die sich mit der intellektuellen und künstlerischen Leistung von Frauen von den ältesten Zeiten bis Ende des 18. Jahrhunderts befassten. Diese Schriften waren Teil der Geschichte und Rezeption innerhalb der jahrhundertelang währenden Querelle des femmes, in der sie für die Verteidigung und Würde der Frauen, aber auch dagegen eintraten.

## Beschreibung
Die meisten der historischen Schriften über herausragende gelehrte Frauen, oder umgekehrt: über deren Verächtlichmachung, wurden/werden durch diese Neuauflagen wieder zugänglich gemacht. Sie illustrieren die Geschichte der Querelle des femmes. Seit 1984 sind acht Bände sowie ein Sonderband erschienen, alle mit Kommentaren, Anmerkungen und zum Teil mit Faksimiles versehen.
Beispiel: Johann Frauenlobs Schrift Die Lobwürdige Gesellschaft der gelehrten Weiber von 1631. Dieser Barockdruck ist in Band zwei der Reihe original wiedergegeben. In diesem Band schrieb Gössmann als Einleitung ›Eva‹ in der Hebräischen Bibel und in der Deutung durch die Jahrhunderte. Die Reihenfolge der behandelten Frauen der alten Schriften in den Bänden 1–4 ist meist alphabetisch nach Namen geordnet. Der vierte Band trägt den Titel Ob die Weiber Menschen seyn, oder nicht? vom gleichlautenden, anonymen Beitrag von 1618. Umfangreiche Faksimiles enthalten die Bände drei, fünf und sieben. Band fünf enthält Mulier Papa – Der Skandal eines weiblichen Papstes. Zur Rezeptionsgeschichte der Gestalt der Päpstin Johanna. Der Sonderband hat Hildegard von Bingen, Versuche einer Annäherung zum Thema. Einige Bände erschienen in zweiter und dritter, erweiterter Auflage.

## Die einzelnen Bände
Alle erschienen im Verlag IUDICIUM, München ab 1984, zum Teil in 2. Auflage:
- Bd. 1 Das Wohlgelahrte Frauenzimmer. 1998 (2)
- Bd. 2 Eva Gottes Meisterwerk. 2000 (2)
- Bd. 3 Johann Caspar Eberti: Eröffnetes Cabinet deß Gelehrten Frauen=Zimmers (1706)/Schlesiens Hoch= und Wohlgelehrtes Frauenzimmer (1727). 1990 (2)
- Bd. 4 Ob die Weiber Menschen seyn, oder nicht. 1996 (2)
- Bd. 5 Mulier Papa–Der Skandal eines weiblichen Papstes. Zur Rezeptionsgeschichte der Gestalt der Päpstin Johanna. 1994
- Bd. 6 Kennt der Geist kein Geschlecht? 1994
- Bd. 7 Jo. Henr. Feustking: Gynaeceum Haeretico Fanaticum, Oder Historie und Beschreibung der falschen Prophetinnen, Quäkerinnen, Schwärmerinnen und andwern sectirischen und begeisterten Weibes-Personen (1704). 1998
- Sonderband Hildegard von Bingen. Versuche einer Annäherung. 1995
- Bd. 8 Weisheit – Eine schöne Rose auf dem Dornenstrauche. 2004